# Pont Lucano
Le pont Lucano (en italien : ponte Lucano) est un pont romain, sur l'Anio, situé dans la province de Rome, en Italie, sur la via Tiburtina. Quand on vient de Rome, on le trouve juste après Tivoli Terme et avant la villa d'Hadrien, à Tivoli.
Le monument fait partie du projet du Fonds mondial pour les monuments pour l'année 2010, au titre des monuments les plus menacés. 

## Historique
Le pont, qui date du Ier siècle av. J.-C., franchit l'Anio (Aniene) au pied des hauteurs de Tibur (Tivoli). Ce pont de pierre à sept arches a supporté la circulation de la via Tiburtina jusqu'au milieu du XXe siècle. Puis la route a été déviée un peu plus en amont (au nord) sur un nouveau pont.
Le site archéologique comprend aussi, sur la rive gauche (à l'est), une grosse tour ronde, datant elle aussi du Ier siècle av. J.-C., bardée d'inscriptions : c'est le mausolée des Plautii, illustre famille romaine qui a compté parmi ses membres Caius Plautius Proculus, Caius Plautius Venox et Marcus Plautius Silvanus. Sur la même rive subsistent les ruines d'une auberge du XVIe siècle.

## Travaux de restauration
L'ensemble a réussi à passer les millénaires dans son intégralité, mais il demande des soins. Des inondations, en 2004, dues en partie à des rejets industriels illégaux qui obstruaient le cours de la rivière, ont amené à prendre la décision de restaurer cet ensemble monumental de qualité et de l'intégrer progressivement dans un aménagement paysagé beaucoup plus accueillant.

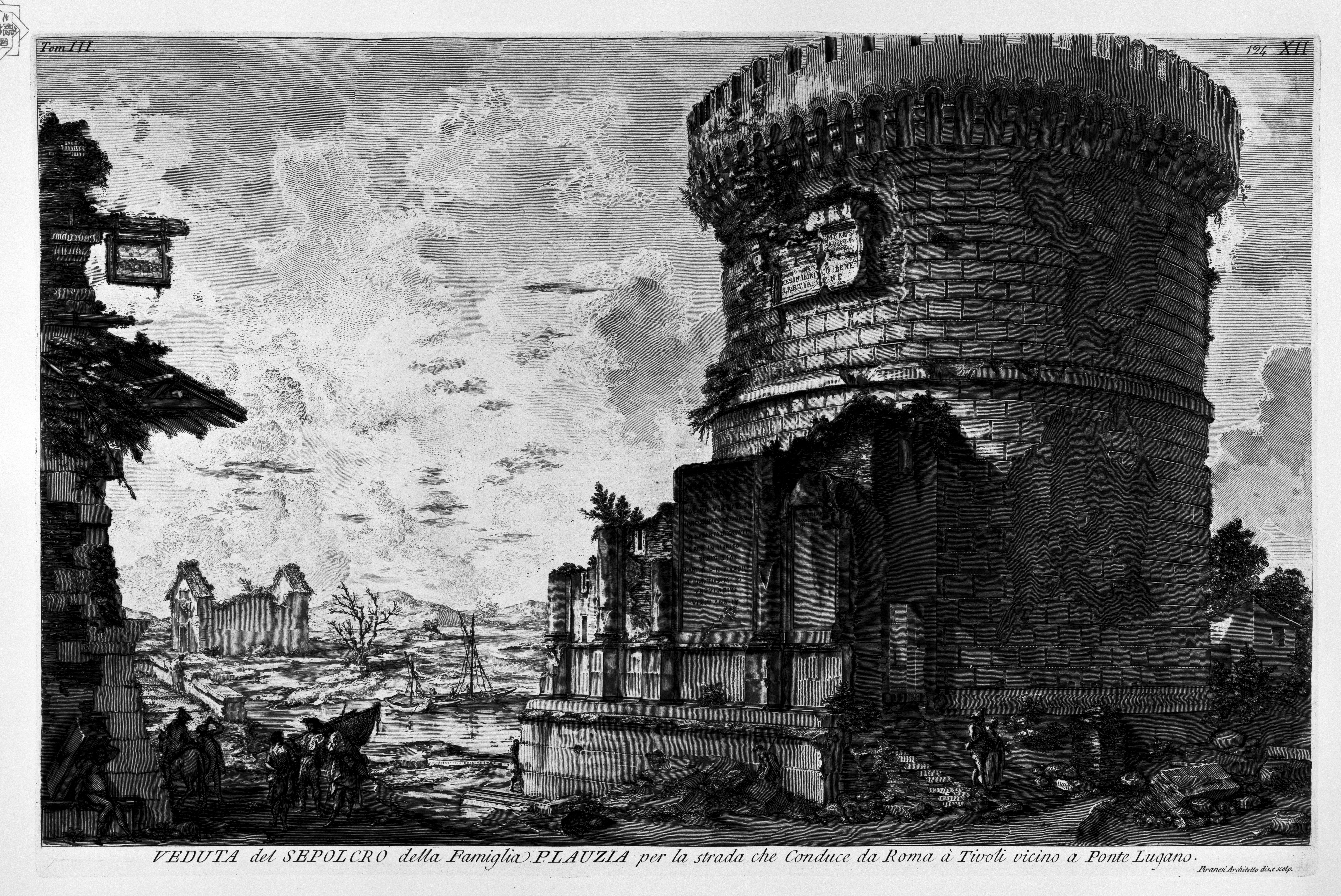
La tombe des Plautii, gravure de Piranèse, 1756
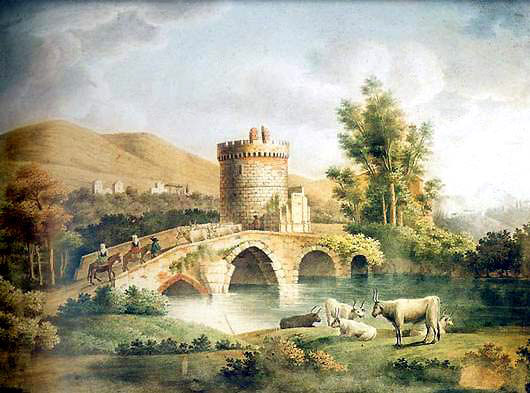
Pont Lucano et mausolée des Plautii, huile sur toile (1880) de Pietro della Valle (1827-1891)